# Pisarzowice (Distrito de Brzeg)
Pisarzowice [pisaʐɔˈvit͡sɛ] (en alemán: Schreibendorf) es un pueblo ubicado en el distrito administrativo de Gmina Lubsza, dentro del Distrito de Brzeg, Voivodato de Opole, en el sur de Polonia occidental. Se encuentra aproximadamente a 7 kilómetros al suroeste de Lubsza y a 39 kilómetros al noroeste de la capital regional Opole.
Antes de 1945, el área fue parte de Alemania.